# Пески (сельское поселение Высоково)
Пески — опустевшая деревня в Рамешковском районе Тверской области.

## География
Находится в восточной части Тверской области на расстоянии приблизительно 10 км на запад-северо-запад по прямой от районного центра поселка Рамешки.

## История
Известна была с 1627—1629 годов как пустошь. Заселена в начале XX века. В 1936 году в деревне Пески (Красные Пески) было 21 хозяйство. В советское время работали колхозы «Красные Пески», «Родина», «Борьба», совхоз «Рамешковский». В 2001 году в деревне оставалось 2 дома — собственность наследников и дачников. До 2021 входила в сельское поселение Высоково Рамешковского района до их упразднения.

## Население
Численность населения: 118 человек (1936 год), 0 (1989), 0 как в 2002 году, так и в 2010.